# Ротштейн, Микаэль
Микаэ́ль Ротште́йн (дат. Mikael Rothstein, род. 8 мая 1961) — датский религиовед, историк религии и гражданский активист.
Наряду со своим братом Клаусом Ротштейном, Микаэль получил известность в Дании своим активным участием в дебатах о религии, расизме и иммиграционной политике.

## Биография
В 1989 году получил магистра гуманитарных наук по сравнительному религиоведению и в 1993 году доктора философии по сравнительному религиоведению в Копенгагенском университете.
В 1990—2013 годах года преподавал в Копенгагенском университете в качестве ассоциированного профессора (доцента) Института межкультурных и региональных исследований Копенгагенского университета.
С 2011 года — приглашённый профессор в Университете Витовта Великого.
С 2013 года — ассоциированный профессор кафедры истории гуманитарного факультета Университета Южной Дании.
Член редакции «Марбургского журнала религии».

## Научная деятельность
В 1990-е — 2000-е годы активно занимался изучением новых религиозных движений и групп в Европе и США. В 2010-е годы занялся изучением аборигенного населения Южной Америки и острова Борнео, исследованием исчезающих культур и опустошительных последствий христианской миссионерской деятельности.
Ротштейн является автором нескольких книг по истории религии и другим темам, включая Belief Transformations: Some Aspects of the Relation Between Science and Religion in Transcendental Meditation (TM) and the International Society for Krishna Consciousness (ISKCON) («Трансформации веры: Некоторые аспекты взаимоотношений между наукой и религией в Трансцендентальной медитации и в Международном обществе сознания Кришны»), Gud er blå: de nye religiøse bevægelser («Бог синего цвета: новые религиозные движения»), UFOer og rumvæsener («НЛО и инопланетяне») и (в соавторстве с Клаусом Ротштейном) Bomben i turbanen («Бомба в тюрбане») — книги, посвящённой «карикатурному скандалу».

## Отзывы и критика
В 2007 году Ротштейн подвергся критике за поддержку Молодёжного дома, поскольку это привело к срыву университетских занятий по сравнительному религиоведению. Студенты направили жалобы в Учёный совет. Инцидент получил широкую огласку в СМИ и дошёл до министра науки Дании Хельге Сандера Декан факультета гуманитарных наук Копенгагенского университета Кирстен Рефсинг не стал применять санкций в отношении Ротштейна, посчитав, что преподаватели университета имеют право на свободу слова, даже если заходят слишком далеко в своих действиях.
В 2011 году Ротштейн выступил с резкой критикой датской государственной телерадиовещательной компании DR, которая заявила о намерении сделать в своей политике вещания упор на христианские ценности. Ротштейн посчитал это «способом сделать нас всех заложниками националистического христианского проекта» За то, что Ротштейн назвал историка, журналиста и писателя Ларса Хидегарда «зачинщиком» (дат. en voldsmand) его подвергли критике другие защитники свободы СМИ. Христианская периодическая печать определяла Ротштейна как «бескопромиссного [и] поразительного, умного человека, который добр, заботлив и щедр как с коллегами, так и со студентами», хотя и страдает излишней однобокостью и ненавистью в своих суждениях относительно христианства. Журналист Клес Кастхольм Хансенв газете Berlingske описывал Ротштейна как человека ненавидящего религию.

## Личная жизнь
Женат, отец двоих детей.

## Научные труды

### Монографии
- Mikael Rothstein. Er Messias en vandmand?: en bog om nye religioner og New Age. — Gad, 1993. — 240 p. — ISBN 8712023833.
- Mikael Rothstein, Tim Jensen, Jørgen P. Sørensen. Gyldendals religionshistorie: ritualer, mytologi, ikonografi. — København: Gyldendal, 1994. — 595 p. — ISBN 8700121967.
- Mikael Rothstein. Belief Transformations: Some Aspects of the Relation Between Science and Religion in Transcendental Meditation (TM) and the International Society for Krishna Consciousness (ISKCON). — 1st ed. — Aarhus: Aarhus universitetsforlag[дат.], 1996. — 227 p. — (RENNER Studies on New Religions). — ISBN 8772884215.
- Mikael Rothstein. Gud er blå: de nye religiøse bevægelser. — 4. udg. — København: Gyldendal, 1997. — 311 p. — ISBN 8700284769.
- Mikael Rothstein, Per Bilde, Ingvild Sælid Gilhus. Nye religioner i hellenistisk-romersk tid og i dag. — Aarhus: Aarhus universitetsforlag[дат.], 1999. — 192 p. — (Religionsvidenskabelige skrifter). — ISBN 8772887613.
- Mikael Rothstein. UFOer og rumvæsener: myten om de flyvende tallerkener. — København: Gyldendal, 2000. — 255 p. — ISBN 8700394122.
- Mikael Rothstein. Politikens håndbog i verdens religioner. — København: Politikens, 2000. — 480 p. — ISBN 8756760930.
- Mikael Rothstein, Tim Jensen. Secular Theories on Religion: Current Perspectives. — Copenhagen: Museum Tusculanums Forlag[дат.], 2000. — 279 p. — ISBN 8772895721.
- Mikael Rothstein. New Age Religion and Globalization. — Aarhus: Aarhus universitetsforlag[дат.], 2001. — 178 p. — (RENNER Studies on New Religions). — ISBN 8772887923.
- Mikael Rothstein. UFO: myten om rymdvarelser och flygande tefat. — Nora: Nya doxa, 2001. — 198 p. — ISBN 9157803757.
- Mikael Rothstein. Gud er (stadig) blå. — København: Aschehoug, 2001. — 355 p. — ISBN 8711160152.
- Mikael Rothstein, Tim Jensen. Etikken og religionerne. — 2. [rev.] udg. — København: Aschehoug, 2002. — 253 p. — ISBN 8711166460.
- Mikael Rothstein, Reender Kranenborg. New Religions in a Postmodern World. — Aarhus: Aarhus universitetsforlag[дат.], 2003. — 293 p. — (RENNER Studies on New Religions). — ISBN 8772887486.
- Mikael Rothstein, Klaus Rothstein. Bomben i turbanen: profeten, provokationen, protesten, pressen, perspektivet. — Aarhus: Tiderne Skifter, 2006. — 183 p. — ISBN 8779732054.
- Mikael Rothstein. Regnskovens religion. Forestillinger og ritualer blandt Borneos sidste jæger-samlere. — København: U Press, 2016. — 512 p. — ISBN 9788793060418.

### Статьи и главы в книгах
- Mikael Rothstein. TM og ISKCON i historisk perspektiv // Peter B. Andersen Erik R. Sand Chaos. — København: Museum Tusculanums Forlag[дат.], 1994. — № 21. — С. 121-138. — ISBN 8772892501.
- Mikael Rothstein. Religionshistorie - en meget kort præsentation // Sigurd Hjelde, Otto Krogseth Religion - et vestlig fenomen?: om bruk og betydning av religionsbegrepet. — København: Gyldendal, 2007. — С. 18-30. — ISBN 8205377766.